# Strangalia debroizei
Strangalia debroizei là một loài bọ cánh cứng trong họ Cerambycidae.